# موسى أغ أمستان
موسى أغ أمستان هو زعيم قبلي طوارقي و«أمنوكال» لمنطقة الهقار بالجزائر وبقي رئيسا لقبيلة كل أهقار منذ 1905 م إلى 1920 م . ولد عام 1867 م وتوفي يوم 23 ديسمبر 1920 م , ويرجع أصله إلى القبيلة النبيلة كل غيلا . في يوم 7 مايو 1902 م قام بقيادة معركة تيت ضد فرنسا والتي هزم فيها فجعلته يقبل دخول فرنسا إلى الصحراء الكبرى . وفي يوم 19 يناير 1904 م وقع اتفاق سلام بعين صالح مع القائد كومندان فرنسوا هنري لابرين François-Henry Laperrine . كما التقى موسى أغ أمستان بشارل دوفوكو عام 1905 م في طريقه إلى تمنراست وبدأت بينهما صداقة أو مايعرف بسلم , ونظمت الحكومة الفرنسية رحلة للزعيم الطوارقي إلى فرنسا حيث استقر ببروكوني Bourgogne عند أخت شارل دوفوكو .